# Prosiek
Prosiek es un municipio del distrito de Liptovský Mikuláš en la región de Žilina, Eslovaquia, con una población estimada a final del año 2024 de 244 habitantes.
Se encuentra ubicado al sureste de la región, cerca del curso alto del río Váh (cuenca hidrográfica del Danubio), de los montes Tatras y de la frontera con Polonia y las regiones de Prešov y Banská Bystrica.

## Demografía
| Año        | 1994 | 2004    | 2014    | 2024     |
| ---------- | ---- | ------- | ------- | -------- |
| Población  | 205  | 192     | 194     | 244      |
| Diferencia |      | −6,34 % | +1,04 % | +25,77 % |

| Año        | 2023 | 2024    |
| ---------- | ---- | ------- |
| Población  | 238  | 244     |
| Diferencia |      | +2,52 % |